# Liste der Bodendenkmale in Wurzen
In der Liste der Bodendenkmale in Wurzen sind die Bodendenkmale der Stadt Wurzen und ihrer Ortsteile nach dem Stand der Auflistung von Klaus Kroitzsch und Harald Quietzsch aus dem Jahr 1984 aufgelistet. Eventuelle Änderungen und Ergänzungen, insbesondere aus der Zeit nach der Wende, sind nicht berücksichtigt, da für Sachsen aktuell keine neueren allgemein zugänglichen Bodendenkmallisten vorliegen. Die Baudenkmale sind in der Liste der Kulturdenkmale in Wurzen aufgeführt.
| Denkmal-ID | Fundart             | Ortsteil     | Bezeichnung                               | Zeitstellung    | Lage | Bemerkungen | Bild |
| ---------- | ------------------- | ------------ | ----------------------------------------- | --------------- | --- | --- | ---- |
| ?          | besonderer Stein    | Burkartshain | Steinkreuz                                | Spätmittelalter | östlich des Orts, an der Straßengabelung nach Sachsendorf und Streuben                                       | ursprünglich im Ort zwischen Pfarrwohnung und kleinem Kirchhoftor aufgestellt, Schutz seit 4. Februar 1963                                                                      |      |
| ?          | Befestigung > Burg  | Kühren       | Wehranlage „Höckerberg“                   | Slawenzeit      | östlich des Orts, Geländesporn über dem Zusammenfluss der Bäche                                              | Spornlage, oberflächig weitgehend eingeebnet, Innenfläche durch Kiesabbau weitgehend zerstört, Schutz seit 16. Juni 1936, erneuert 25. Januar 1958                              |      |
| ?          | Befestigung > Burg  | Oelschütz    | Wehranlage „Tummelberg“, „Sonnenmühlwall“ | Slawenzeit      | nordwestlich des Orts, westnordwestlich der Sonnenmühle, östliches Hochufer der Mulde                        | Ringwall in Spornlage, Wall und Graben im Osten verflacht, Zugang im Westen und Wall im Süden und Südwesten gut erhalten, Schutz seit 25. August 1937, erneuert 25. Januar 1958 |      |
| ?          | Befestigung > Burg  | Roitzsch     | Wehranlage                                | Slawenzeit      | direkt östlich der südlichen Ortslage, Rietzschkeniederung                                                   | Wallanlage in Niederungslage, oberflächig nicht erhalten, Schutz seit 10. Dezember 1973                                                                                         |      |
| ?          | Grabmal > Grabhügel | Sachsendorf  | Gruppe von über 10 Hügelgräbern           | Bronzezeit      | südsüdöstlich des Orts, Südwestteil des Mambachschen, Forstrevier Sachsendorf Abteilung 1                    | Hügel mit bis zu 15 m Durchmesser und bis zu 1,3 m Höhe, zwei Hügel wurden 1949 archäologisch untersucht und rekonstruiert, Schutz seit 25. Januar 1958                         |      |
| ?          | Grabmal > Grabhügel | Sachsendorf  | Gruppe von 6 oder 7 Hügelgräbern          | Bronzezeit      | ostnordöstlich des Orts, direkt südlich des Doktorteichs und im Teich, Forstrevier Sachsendorf Abteilung 106 | 3 oder 4 Hügel am Teichrand, 3 im Teich, Schutz seit 25. Januar 1958 |      |
| ?          | Befestigung > Burg  | Wurzen       | Wehranlage                                | Mittelalter     | westlicher Altstadtrand, Hochufer der Mulde, Bereich von Schloss, Dom und Domplatz                           | Spornlage, durch Überbauung verändert, ein Graben östlich vor dem Bischofsschloss ist der letzte Rest der ursprünglichen Befestigung, Schutz seit 25. Januar 1958               |      |